# Relations entre le Portugal et l'Union européenne
Les relations entre le Portugal et l'Union européenne sont des relations verticales impliquant l'organisation supranationale et un de ses États membres.

## Historique
Les démarches des Portugais afin de rejoindre la Communauté économique européenne sont initiées dès la mort d'António de Oliveira Salazar en 1968 et la fin de son régime dictatorial, l'Estado Novo. L'obligation d'avoir un régime politique démocratique stable constitue le préalable au dépôt de la demande d'adhésion du pays par Mário Soares le 28 mars 1977, trois ans après la révolution des Œillets.
Le Portugal entre officiellement dans l'Union européenne le 1er janvier 1986, en même temps que l'Espagne. Cette adhésion lui permet de consolider son système politique démocratique et de favoriser son développement économique.
En 2011, le pays est fortement affecté par la crise économique et financière et se voit obligé de demander de l'aide du Fonds monétaire international (FMI) et à l'UE, mettant à mal sa prospérité économique ; le pays parvient peu à peu à renouer avec la croissance et à réduire son déficit ; la population reste majoritairement favorable à l'UE.

## Relations politiques
Le Portugal élit 21 députés au Parlement européen. Lors des élections européennes de 2019, le parti socialiste arrive en tête et investit 9 eurodéputés, devant le PSD de centre-droit qui obtient 6 sièges. La commissaire européenne actuelle est Elisa Ferreira, chargée de la Cohésion et des réformes.
L'ancien président de la Commission (2004-2014) José Manuel Durao Barroso est de nationalité portugaise.
Le Portugal exerce pour la quatrième fois, la présidence tournante du Conseil de l'Union européenne de janvier à juin 2021. Les précédentes présidences étaient en 1992, 2000 et 2007.

## Sources

## Compléments